# Индиана Джоунс (герой)
Д-р Хенри Уолтън „Индиана“ Джоунс-младши (на английски: Henry Walton „Indiana“ Jones, Jr.) е главният герой във франчайза Индиана Джоунс. Джордж Лукас създава героя в знак на почит към екшън героите от сериалите от 30-те години на миналия век. Героят се появява за първи път във филма Похитителите на изчезналия кивот (1981), последван от Индиана Джоунс и храмът на обречените (1984), Индиана Джоунс и последният кръстоносен поход (1989), в сериала Хрониките на младия Индиана Джоунс (1992-1996), Индиана Джоунс и кралството на кристалния череп (2008) и Индиана Джоунс и Реликвата на съдбата (2023). Героят също е включен в романи, комикси, видеоигри и други медии. Джоунс също е вдъхновение за няколко атракции в тематичния парк на „Дисни“.
Най-популярното изиграване на героя е от Харисън Форд. Други актьори, които влизат в ролята, са Ривър Финикс (като младия Индиана Джоунс в Последният кръстоносен поход), Кори Кериър, Шон Патрик Фланъри и Джордж Хол в сериала Хрониките на младия Индиана Джоунс. Дъг Ли озвучава героя във видеоиграта Индиана Джоунс и съдбата на Атлантида и Индиана Джоунс и адската машина, Дейвид Еш – във видеоиграта Индиана Джоунс и гробницата на императора и Джон Армстронг озвучава героя във видеоиграта Индиана Джоунс и слугите на кралете. Трой Бейкър озвучава героя в играта Индиана Джоунс и големият кръг (2024).
Емблематичен за Джоунс е неговият външен вид – неизменните камшик, широкопола шапка и кожени чанта и яке; чувството му за хумор, дълбоките му познания за много древни цивилизации и езици и фобията му от змии.
След първата си поява в Похитителите на изчезналия кивот, Индиана Джоунс се превръща в един от най-известните герои в киното. През 2003 г. Американският филмов институт го класира като втория най-популярен филмов герой за всички времена. Героят е обявен за най-великия филмов герой от списание Емпайър. Списание Ентъртейнмънт Уийкли класира Джоунс на второ място в списъка си с най-готините герои на всички времена в поп културата. Списание Премие поставя Джоунс под номер 7 в списъка си на 100-те най-велики филмови герои на всички времена.

## Изяви

### Филми и сериали
Според хронологията в историята:
- Хрониките на младия Индиана Джоунс (1992–1996)
- Индиана Джоунс и храмът на обречените (1984)
- Похитителите на изчезналия кивот (1981)
- Индиана Джоунс и последният кръстоносен поход (1989)
- Индиана Джоунс и кралството на кристалния череп (2008)
- Индиана Джоунс и Реликвата на съдбата (2023)

Родом от Принстън, Ню Джърси, Индиана Джоунс е представен като професор по археология във филма от 1981 г. Похитителите на изчезналия кивот, действието на което се развива през 1936 г. Джоунс е с шотландски корени по бащина линия. Героят е авантюрист, напомнящ за героите от сериалите за търсачи на съкровища от 30-те години на миналия век. Изследванията му са финансирани от колежа „Маршал“ (измислена институция, кръстена на продуцента Франк Маршал), където той е професор по археология. Учи при египтолога и археолог Абнър Равенууд в Ориенталския институт към Чикагския университет.

#### Похитителите на изчезналия кивот(1981)
В първото приключение, Похитителите на изчезналия кивот, действието се развива през 1936 г., Индиана Джоунс се изправя срещу нацисти, поръчани от Хитлер да възстановят артефакти с голяма сила от Стария завет. В резултат на това Джоунс пътува по света, за да им попречи да върнат кивота (вижте също Библейска археология). Помагат му Мариън Равенууд и Салах. Нацистите са водени от главния съперник на Джоунс – симпатизиращият на нацистите френски археолог Рене Белок, и от Арнолд Тохт, зловещ агент на Гестапо.

#### Храмът на обречените(1984)
В предисторията от 1984 г. Индиана Джоунс и храмът на обречените, действието се развива през 1935 г., Джоунс пътува до Индия и се опитва да освободи поробени деца и трите камъка Санкара от кръвожадния култ на Тхаги. Той е подпомогнат от Малчо и Уили Скот. Предисторията не е толкова съсредоточена върху археологията като в Похитителите на изчезналия кивот и е значително по-мрачна.

#### Последният кръстоносен поход(1989)
Третият филм, Индиана Джоунс и последният кръстоносен поход (1989), чието действие се развива през 1938 г., се връща към формулата на оригинала, като въвежда отново герои като Сала и Маркъс Броуди, като този път мисията на Джоунс е да намери Свещения Граал. В началото на филма, действието се развива през 1912 г., се предоставя известна предистория на героя, по-специално произхода на страха му от змии, използването на камшик, белегът на брадичката му и шапката му. Епилогът на филма също така разкрива, че „Индиана“ не е собственото име на Джоунс, а негов прякор, който е взел от семейното куче. Филмът събира Индиана с баща му Хенри Джоунс-старши. Въпреки че Лукас възнамерява да направи пет филма за Индиана Джоунс, Индиана Джоунс и последният кръстоносен поход е последният за повече от 18 години, тъй като той не може да измисли добър елемент от сюжета, който да задвижи следващата част.

#### Хрониките на младия Индиана Джоунс(1992–1996)
От 1992 до 1996 г. Лукас пише и продуцира Хрониките на младия Индиана Джоунс, телевизионен сериал, насочен главно към тийнейджъри, който показва много от важните събития и исторически личности от началото на 20-ти век през призмата на живота на Джоунс.
Всеки епизод започва с възрастния (93- или 94-годишния) Индиана Джоунс, изигран от Джордж Хол, представяйки история от младостта си чрез анекдот: основната част от епизода след това включва приключение с младия Инди (16- до 21-годишен), изигран от Шон Патрик Фланъри или детето Инди (8- до 10-годишно), изиграно от Кори Кериър. В епизода Младият Индиана Джоунс и мистерията на блуса ролята е изиграна от Харисън Форд, а не от Хол.
По-голямата част от поредицата се съсредоточава около младия Индиана Джоунс и неговите дейности по време на Първата световна война като войник в белгийската армия и след това като офицер от разузнаването и шпионин, командирован във френското разузнаване.
Сериалът съдържа предистория за филмите, както и нова информация относно героя. Индиана Джоунс е роден на 1 юли 1899 г. и второто му име е Уолтън (бащиното име на Лукас). Споменава се също, че той е имал сестра на име Сузи, която е починала като бебе от треска, и че в крайна сметка има дъщеря и внуци, които се появяват в някои въведения и епилози на епизоди. Връзката му с баща му, представена за първи път в Индиана Джоунс и последният кръстоносен поход, е допълнително изяснена с истории за пътуванията му с баща си като малко момче. Джоунс уврежда или губи дясното си око някъде между събитията през 1969 г. и началото на 1990 г., тъй като възрастният Индиана Джоунс носи превръзка на окото.
През 1999 г. Лукас премахва въведенията и епилозите на епизодите от Джордж Хол за видеокасетите и DVD изданията и монтира епизодите в хронологично подредени пълнометражни истории. Заглавието на сериала също е променено на Приключенията на младия Индиана Джоунс.

#### Кралството на кристалния череп(2008)
Филмът от 2008 г., Индиана Джоунс и кралството на кристалния череп, е четвъртият филм от поредицата. Действието се развива през 1957 г., деветнадесет години след третия филм, и изправя по-възрастен и по-мъдър Индиана Джоунс срещу съветски агенти на КГБ, решени да използват силата на извънземно устройство, открито в Южна Америка. Джоунс е подпомогнат в приключението си от бившата си любовница, Мариън Равенууд, и нейния син – младия измамник на име Хенри Уилямс, за който по-късно се разкрива, че е син на Джоунс. Този филм също така разкрива, че Джоунс е вербуван от Службата за стратегически служби по време на Втората световна война, достигайки чин полковник в армията на Съединените щати и че през 1947 г. той е принуден да разследва инцидента с НЛО в Розуел.

#### Реликвата на съдбата(2023)
Филмът „Индиана Джоунс и Реликвата на съдбата“ от 2023 г., е петият и последен филм от поредицата. Действието се развива през 1969 г. – дванадесет години след четвъртия филм и по време на разгара на космическата надпревара – Джоунс се премества в Ню Йорк, преподава в колежа „Хънтър“ с планове да се пенсионира, след като бракът му с Мариън се разпада след смъртта на Мът във Виетнамската война. Веднъж неговата отчуждена кръщелница Хелена Шоу пристига с молба за циферблата на Архимед, реликва, която Джоунс и нейният баща Базил вземат от нацистите през 1944 г. по време на съюзническото освобождение на Европа през Втората световна война, превърнал се в нацист учен от НАСА Юрген Волер започва да преследва Джоунс, искайки да използва необичайните свойства на циферблата, за да промени изхода от Втората световна война. В края на филма Джоунс и Мариън се помиряват.

### Атракции
Индиана Джоунс е представен в няколко атракции в тематичния парк на „Уолт Дисни“. Атракциите на Храмът на забраненото око и Храмът на кристалния череп в Дисниленд Калифорния и в Дисниленд Токсио съответно поставят Инди в челните редици на две подобни археологически открития. Всеки от тези два храма съдържа гневно божество, което заплашва гостите, които се возят във вагонетка през транспортните войски от Втората световна война. Атракциите, едни от най-скъпите по рода си по онова време, отворят врати съответно през 1995 г. и 2001 г.
В Дисниленд Париж е включена атракция, в която посетителите се возят във вагонетка и преминават през древни руини.

#### Комикси
Индиана Джоунс се появява в множество комикси от две различни издателства. Марвел Комикс първоначално държи лицензионните права за комикси, което води до адаптации на филмите в комикси: Похитителите на изчезналия кивот, Храмът на обречените и Последният кръстоносен поход. След адаптацията на Похитителите на изчезналия кивот, Марвел публикува По-нататъшните приключения на Индиана Джоунс от 1983 до 1986 г. Тази продължаваща месечна серия се състои от тридесет и четири броя и включва първите оригинални приключения на героя под формата на комикси.
След като лицензът на Марвел за героя приключва, Дарк Хорс Комикс придобива права за публикуване и адаптира в комикс видеоиграта Индиана Джоунс и съдбата на Атлантида. От 1992 до 1996 г., след адаптацията на Съдбата на Атлантида, издателството публикува седем ограничени серии, както и комикси, базирани на телевизионния сериал Хрониките на младия Индиана Джоунс. През 2008 г. Дарк Хорс създава комикс по филма Кралството на кристалния череп, а между 2008 и 2009 г. публикува комикса Индиана Джоунс и гробницата на боговете.

#### Романи по филмите
Първите четири филмови сценария за Индиана Джоунс са романизирани и публикувани във времевата рамка на първоначалните издания на филмите. Похитителите на изчезналия кивот е адаптиран в роман от Кембъл Блек въз основа на сценария на Лорънс Касдан, който е базиран на историята на Джордж Лукас и Филип Кауфман и е публикуван през април 1981 г. от Балантайн Букс; Индиана Джоунс и храмът на обречените е роман от Джеймс Кан и е базиран на сценария на Уилард Хук и Глория Кац, базиран на историята на Джордж Лукас и публикуван през май 1984 г. от същото издателство; Индиана Джоунс и последният кръстоносен поход е романизиран от Роб Макгрегър по сценария на Джефри Боъм, базиран на сюжета на Джордж Лукас и Мено Майес и е публикуван през юни 1989 г. от Балантайн Букс. През 2008 г. издателството публикува романа Индиана Джоунс и кралството на кристалния череп от Джеймс Ролинс, който е базиран на сценария на Дейвид Коъп въз основа на историята от Лукас и Джеф Нейтънсън.